# オルシーノ・オルシーニ
オルシーノ・オルシーニ・ミリオラーティ（Orsino Orsini Migliorati, 1473年 - 1500年）は、イタリアの貴族。教皇アレクサンデル6世の愛妾ジュリア・ファルネーゼの最初の夫。
ヴァザネッロの領主ルドヴィーコ・オルシーニ・ミリオラーティ（1425年 - 1489年）と、その妻アドリアーナ・デ・ミラの間の子。父は教皇インノケンティウス7世の兄弟の孫にあたり、兄弟にコズマ・オルシーニ枢機卿がいた。母アドリアーナはボルジア家の一員であり、教皇カリストゥス3世の甥孫（甥の娘）だった。母は従叔父でボルジア家の総帥であったロドリーゴ・ボルジア枢機卿の腹心となり、その娘ルクレツィア・ボルジアの養育係を引き受けた。アドリアーナは1489年に夫と死別して以降、息子の相続領を守るために、ますますロドリーゴの庇護に頼るようになった。オルシーノ自身は斜視で人付き合いを嫌う内気な少年だった。
1489年5月21日、16歳のオルシーノはモンタルト・ディ・カストロの領主の娘で15歳のジュリア・ファルネーゼと結婚する。1491年頃、ロドリーゴ枢機卿はオルシーニ家の邸宅モンテ・ジョルダーノに滞在中の娘ルクレツィアを訪ねた際、美しいジュリアを見初め、アドリアーナに指図してジュリアを自分の愛妾とした。ロドリーゴは妻を奪ったことに対する補償として、オルシーノにカルボニャーノの領主権を授けた。ロドリーゴは1492年8月に教皇アレクサンデル6世となり、同年11月にジュリアは女児を出産した。ジュリアの娘の父親は教皇か夫なのかは当時も、そして現在も議論の的となっている。ジュリア自身は娘を教皇の子だと後に主張したものの、教皇は女児誕生時、スキャンダルを避けるため父親であることを否認し、オルシーノに女児を認知させた。娘はラウラ・オルシーニの名を与えられた。
オルシーノは1500年頃、27歳と比較的若く世を去った。死因は不明である。妻ジュリアと教皇は同時期に男女の関係を円満に解消した。母アドリアーナは教皇及びルクレツィアの腹心であり続けた。カルボニャーノの管理権及びオルシーニ家伝来の広大な所領は、アドリアーナ、ジュリア、ラウラの順に引き継がれ、その後、オルシーニ家の同族と結婚したラウラの娘ラヴィニア・デッラ・ローヴェレの子孫が引き継いだ。